# Dolmen von Mezou Poulyot
Der Dolmen von Mezou Poulyot liegt in einem Feld beim Hof Poulyot, südöstlich von Porspoder, bei Ploudalmézeau im Département Finistère in der Bretagne in Frankreich. Dolmen ist in Frankreich der Oberbegriff für neolithische Megalithanlagen aller Art (siehe: Französische Nomenklatur).
Der kleine Dolmen besteht aus einer Deckenplatte von 2,6 m × 2,6 m, die auf drei Tragsteinen ruht.

Dolmen von Mezou Poulyot
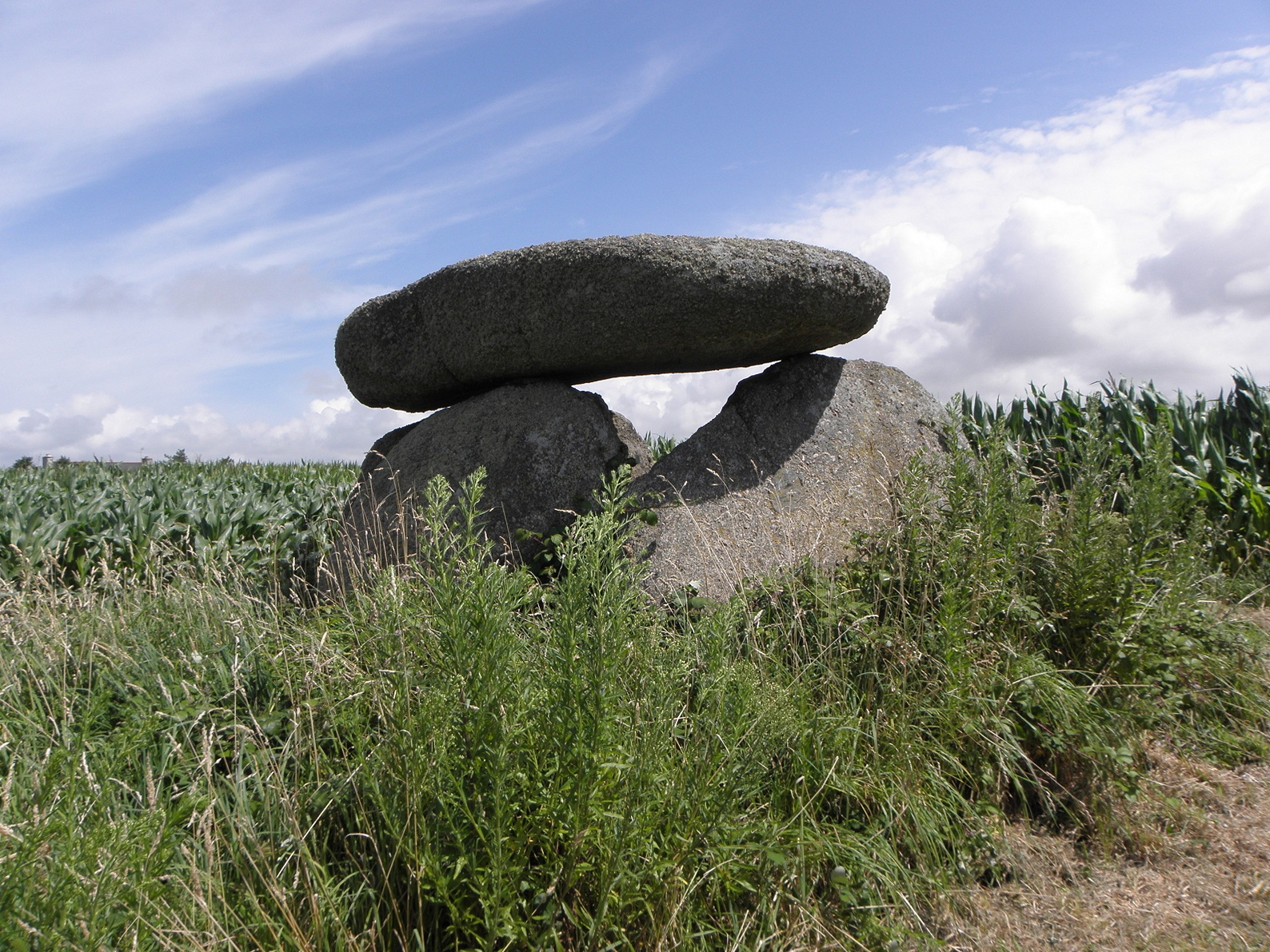
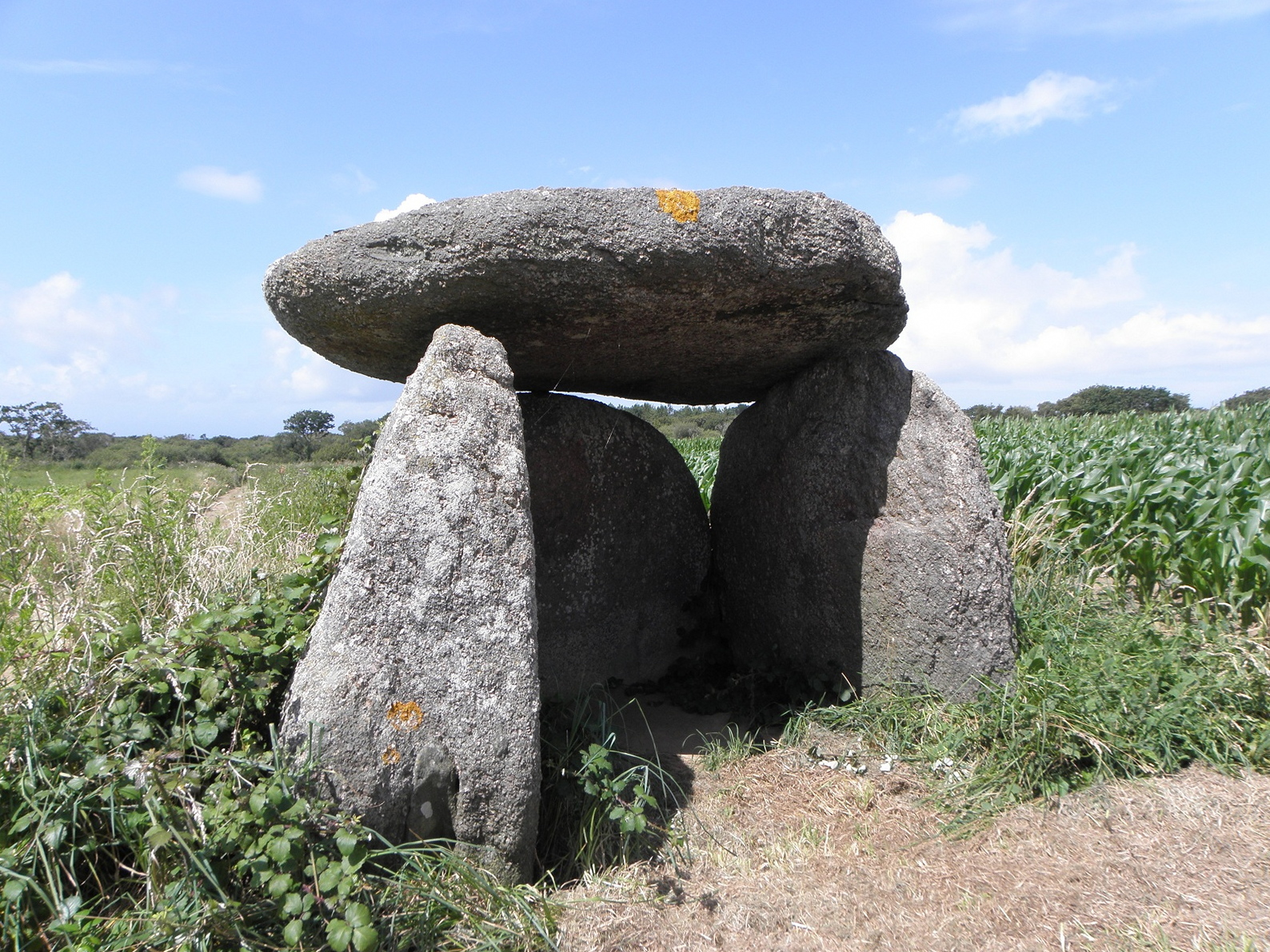
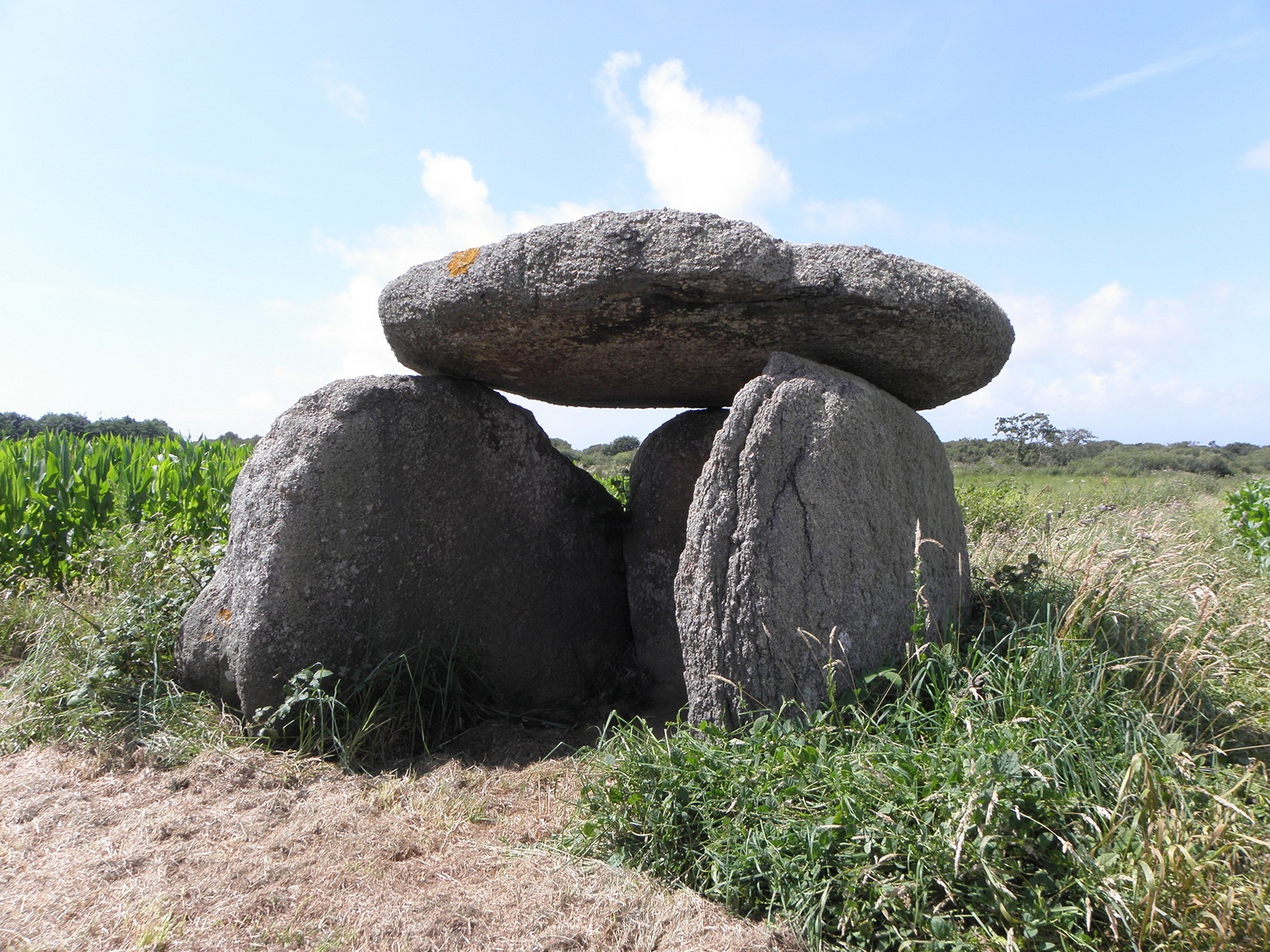
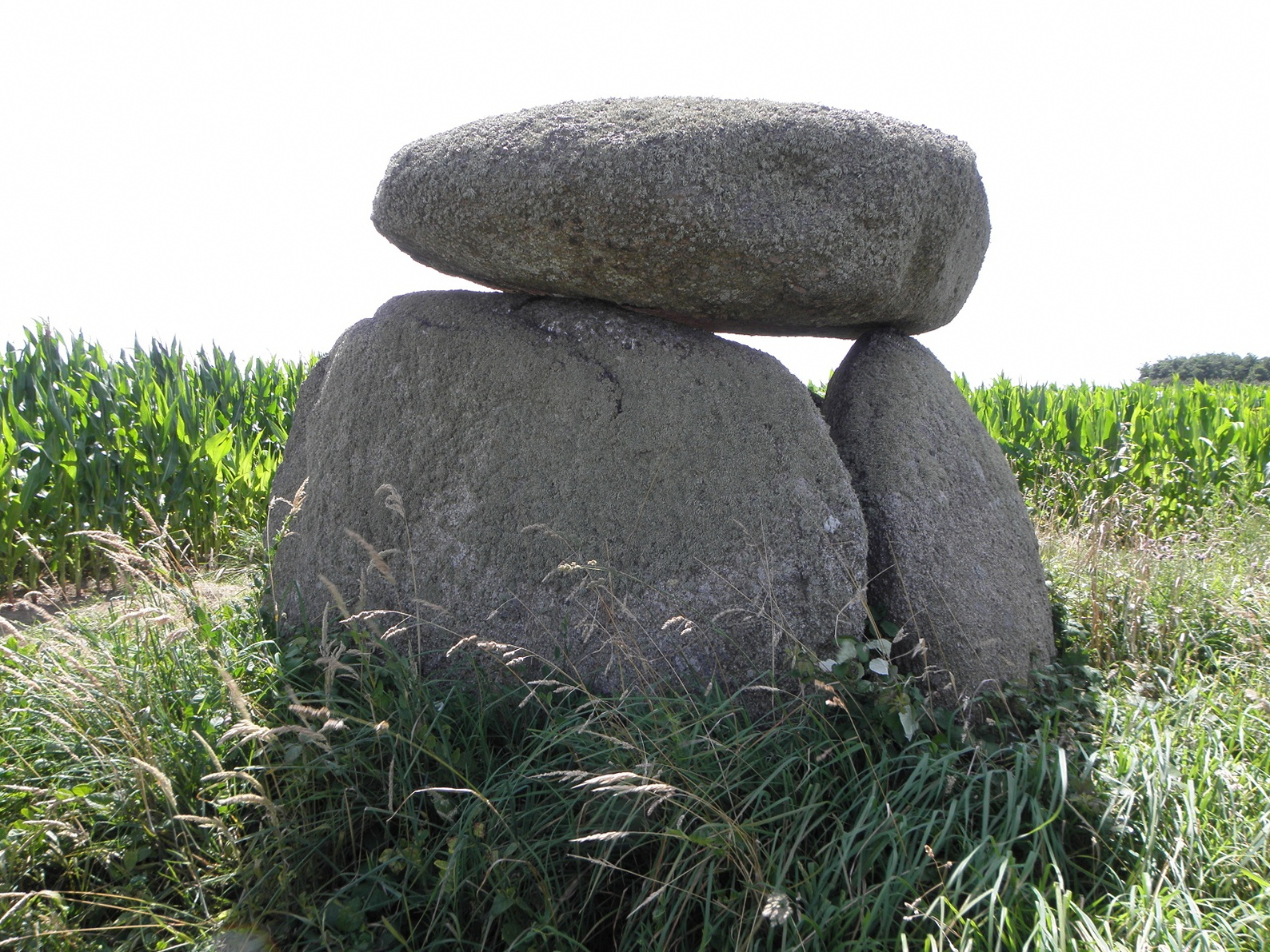

Auf der Presqu'Île Saint-Laurent liegen der Dolmen von Beg-ar-Vir, zahlreiche Steinreihen (Cromlech Pors-an-Toullou et Ar-Verret), sowie Dolmen auf der île Melon und auf der Île d’Yoc’h, der Dolmen von Kerivoret und die Menhire von Mezdoun.